# Pseudocloeon kraepelini
Pseudocloeon kraepelini is een haft uit de familie Baetidae. De wetenschappelijke naam van de soort is voor het eerst geldig gepubliceerd in 1905 door Klapalek.
De soort komt voor in het Oriëntaals gebied.